# Boznańska (krater)
Boznańska är en nedslagskrater på planeten Merkurius, med en diameter på ungefär 72 kilometer.
2015 uppkallades kratern efter den polska målaren Olga Boznańska.